# Орта-Кышлак
Орта-Кышла́к (азерб. Orta Qışlaq) — село в Агдамском районе Азербайджана.

## Этимология
Название происходит от слов «кышлак» (кишлак) и слова «орта» (средний). В переводе на русский — Средний Кишлак.

## История
Первые упоминания села датированы началом XX века.
В 1926 году согласно административно-территориальному делению Азербайджанской ССР село относилось к дайре Хиндристан Агдамского уезда.
После реформы административного деления и упразднения уездов в 1929 году был образован Учогланский сельсовет в Агдамском районе Азербайджанской ССР.
Согласно административному делению 1961 и 1977 года село Орта-Кышлак входило в Учогланский сельсовет Агдамского района Азербайджанской ССР.
В 1999 году в Азербайджане была проведена административная реформа и был учрежден Учогланский муниципалитет Агдамского района, куда и вошло село.

## География
Неподалёку от села протекает река Каркарчай.
Село находится в 31 км от райцентра Агдам, в 13 км от временного райцентра Кузанлы и в 338 км от Баку.
Высота села над уровнем моря — 252 м.

## Население
| Численность населения |
| 1979                  |
| --------------------- |
| 470                   |

## Климат
В селе холодный семиаридный климат.

## Инфраструктура
В селе расположен медицинский пункт, построенный в 2013 году.
В 2011 году в село налажена поставка газа.